# ダディー・ヤンキー
ダディー・ヤンキー（Daddy Yankee、本名: ラモン・ルイス・アヤラ・ロドリゲス、1977年2月3日 - ）は、プエルトリコのサンフアン出身のアーティストである。代表曲に「ガソリーナ」「ロンぺ」「シェイキー・シェイキー」「メイド・フォー・ナウ」などがある。

## 略歴

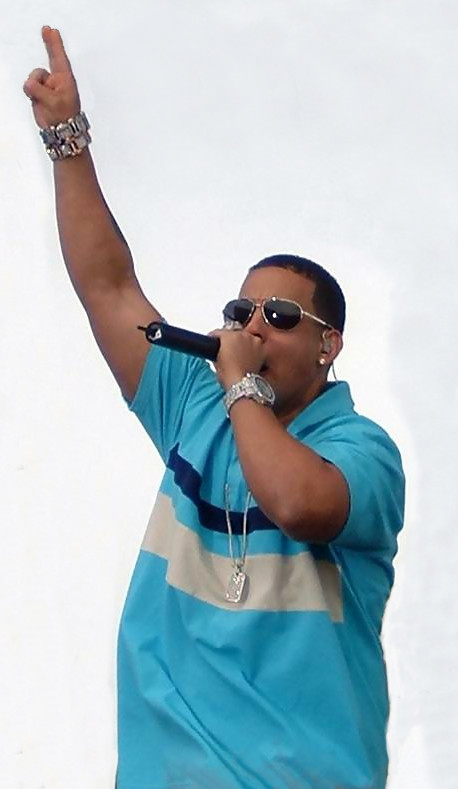
ライブでのDaddy Yankee（2006年）

2004年にシングル「Gasolina」がスペイン語曲というハンデを押しのけて全米でヒット（米32位）、この曲を収録したアルバム『Barrio Fino』はミリオンセラーとなる。N.O.R.E.の「Oye Mi Canto」（ダディー・ヤンキーもフィーチャリング参加）と共に全米でレゲトンブームが巻き起こる原動力となった。2005年に入ると日本やヨーロッパなどの非ラテン圏も含め国際的にヒットする。
2006年春にはリーボックからシグネチャーモデルのスニーカーが発売されている。またこの年にリリースされたシングル「Rompe」（米24位）もヒットした。2007年のアルバム『El Cartel: The Big Boss』は全米アルバムチャートで初のTop10入り（9位）も達成している。
2005年8月にはMTV Video Music Awardsで同じくレゲトンを代表するアーティストのテゴ・カルデロン、ドン・オマールと初共演を果たした。

## ディスコグラフィー

### スタジオ・アルバム
- 1995年: No Mercy
- 2002年: El Cangri.com
- 2003年: Los Homerun-es de Yankee
- 2004年: 『ガソリーナ』Barrio Fino
- 2006年: Salsaton "Salsa Con Reggaetón" (Salsatón: Salsa con reggaetón)
- 2007年: 『エル・カーテルーザ・ビッグ・ボスー』El Cartel: The Big Boss
- 2010年: Mundial
- 2012年: Prestige
- 2022年: Legendaddy

### コンピレーション・アルバム
- 2019年: 『コン・カルマ～グレイテスト・ヒッツ』Con Calma & Mis Grandes Éxitos

### ミックステープ
- 1997年: El Cartel de Yankee
- 2001年: El Cartel II: Los Cangris
- 2008年: Talento de Barrio
- 2013年: King Daddy

## その他
NPB野球選手では、埼玉西武ライオンズ所属のエルネスト・メヒア（ベネズエラ出身）が登場テーマ曲として『Gasolina』を使用している。また、マーク・クルーンも横浜ベイスターズに在籍していた2005年に登場テーマ曲に同曲を使用していた。この他に元中日ドラゴンズのルイス・マルティネス（ドミニカ共和国出身）や元北海道日本ハムファイターズのホセ・マシーアス（パナマ共和国出身）等、ラテンアメリカ出身の選手の登場テーマ曲として人気があった。この他に総合格闘家の山本"KID"徳郁も2005年頃に登場テーマ曲に『Gasolina』を使用していた。2009年と2010年のオープン戦では千葉ロッテマリーンズの井口資仁が登場テーマ曲に『Impacto』を使用していた。